# Estrada de Ferro Araraquara
A Estrada de Ferro Araraquara foi uma companhia ferroviária, inicialmente privada que seria estatizada posteriormente pelo estado de São Paulo. Permaneceu em atividade de novembro de 1896 até outubro de 1971, quando foi extinta e incorporada à FEPASA - Ferrovia Paulista S/A.

## História

### Ideia
Acompanhando a expansão cafeeira em fins do século XIX pela região da Araraquarense, os fazendeiros daquela região objetivando o escoamento do produto fizeram construir uma nova estrada – a Estrada de Ferro Araraquarense.

### Concessão
A Companhia Paulista de Estradas de Ferro, que naquela época era detentora de toda a concessão na região da Araraquarense, por direito herdado da "Estrada de Ferro Rio Claro a São Carlos e Araraquara", deu a necessária licença para a construção de uma nova estrada, ligando Araraquara a Ribeirãozinho (hoje Taquaritinga).
A construção foi autorizada pelo presidente do estado, Bernardino de Campos em ofício datado de 12 de agosto de 1895 e posterior decreto. Com um capital de dois mil contos de réis, coube a Carlos Batista de Magalhães encabeçar a primeira diretoria da empresa e ao engenheiro Antônio Manuel Buenos de Andrade a realização dos estudos do traçado.
Mesmo com a crise financeira do fim do século XIX, ocorrida pela depreciação do café, a obra continuou sendo inaugurada em 9 de novembro de 1896.

### Expansão
Apesar de todas as dificuldades financeiras da época, a estrada conseguiu chegar até Ribeirãozinho e daí até São José do Rio Preto em 1906.
Em 8 de fevereiro de 1916 o acervo da estrada passa para as mãos de estrangeiros, que mudam a razão social para The São Paulo Northern Railroad Company. Sob a administração estrangeira, que dizia ter sede em Delaware, nos EUA., ocorreria a pior crise da empresa, pois, por um bom período nada se investiu na ferrovia e nem houve conservação da malha.
Somente em 1939 por iniciativa do interventor Dr. Adhemar Pereira de Barros, os trilhos foram prolongados de Mirassol até a divisa com o Mato Grosso do Sul, o que gerou o nascimentos das cidades da chamada Alta Araraquarense.

### A falência
Em 16 de maio de 1909 realizou-se uma assembléia dos acionistas e foi eleita uma nova diretoria. O Sr. Álvaro de Menezes assumiu o cargo de presidente da ferrovia.
Empreendendo uma administração aparentemente arrojada, o novo presidente tomou vultosos empréstimos no exterior e comprou algum material rodante com os recursos assim obtidos. Mas logo tornou-se evidente que as receitas da companhia não conseguiriam arcar com o pagamento dos juros dos empréstimos contraídos.
Além disso, a administração arrojada revelou-se, na realidade, uma grande farsa, que terminou por levar a EFA e suas coligadas Estrada de Ferro do Dourado e a Estrada de Ferro São Paulo — Goyaz, à falência.
Em 5 de março de 1914 a EFA teve sua falência requerida por José de Sampaio Moreira. Nessa data tinha um passivo de empréstimos internacionais de £ 1,5 milhão e de 13 mil contos em obrigações no Brasil.
Decretada sua falência, foram nomeados síndicos da massa falida Roberto Róte, a Banca Francese e Italiana per L’America de Sud e Francisco Sampaio Moreira.
Ao analisar a contabilidade da ferrovia, os liquidantes se depararam com um verdadeiro caos administrativo, tendo reportado: A escrituração da sociedade é o que há de mais sem método e irregular… (relatório dos síndicos da massa falida).
A empresa não apresentou qualquer balanço em 1910, 1911 e 1912, o que deixava seus acionistas totalmente no escuro.
Posta em leilão, a massa falida recebeu quatro propostas. Foi aceita a proposta da The São Paulo Northern Railroad Co., através de seu representante legal Paul Deleuse. Propunha a troca das debêntures por ações, com direito a juros de 5% a.a.. Os credores receberiam seus créditos em ações de 200$000 cada, sem direito a juros.A transação foi lavrada no tabelião Gabriel Veiga, em São Paulo, em 8 de fevereiro de 1916.
Só depois de aceita a proposta da The São Paulo Northern Railroad Co é que se viria a ficar sabendo que esta misteriosa empresa havia sido criada especialmente para participar da concorrência na compra da massa falida da EFA e que, estranhamente, tinha sua sede instalada na cidade de Wilmington, no estado de Delawere — EUA. Só havia sido autorizada a funcionar no Brasil no dia 2 de fevereiro de 1916, através do decreto federal nº 11.930, poucos dias antes de assumir o controle da ferrovia.
Suspeita-se que a administração Deleuse seria apenas uma fachada dos banqueiros L. Beherens & Scehe e que não tinha o menor interesse em recuperar a ferrovia. O escritório da estrada de ferro foi transferido de para a cidade de Niterói, no Rio de Janeiro.
Com o passar do tempo a desordem na ferrovia se tornava cada vez maior pois a pequena receita gerada era imediatamente transferida para Niterói. O abandono da via férrea e do material rodante eram visíveis. Os funcionários da ferrovia foram relegados ao descaso, sem receber nenhuma assistência.
Nesse período nebuloso não houve qualquer tipo de escrituração, nem mesmo registro de receitas e despesas. Sabe-se apenas que eram tiradas folhas em duplicatas, remetidas em dias alternados, para o diligente aventureiro Deleuse.
Essa situação acabou por levar os funcionários a deflagrarem uma greve, que deixou a ferrovia paralisada durante um mês inteiro (de 1º a 30 de outubro de 1919).

### Encampação
Não havendo mais a mínima condição para a continuidade da prestação dos serviços pela concessionária pública, o poder concedente, através do presidente do Estado Sr. Altino Arantes, decidiu desapropriá-la, assinando o decreto nº 3.101 de 15 de outubro de 1919.
Sob a administração do estado de São Paulo, e com a denominação definitiva de Estrada de Ferro Araraquara, a empresa experimentaria um novo avanço tanto na expansão como na melhoria de seus equipamentos e material rodante.
Em 1920 suas linhas ultrapassam a cidade de São José do Rio Preto, numa extensão total de 432 quilômetros de linha.
Em 1967, pelo decreto nº 48.028, a estrada passou a ser administrada pela Companhia Paulista de Estradas de Ferro
Em 1970, transformou-se em empresa de economia mista.
E em 1971, incorporou-se definitivamente à FEPASA.
Atualmente encontra-se sob o regime de concessão privada.

### O alargamento
A antiga Estrada de Ferro Araraquarense, ligando Araraquara à cidade de Rubinéia, nas barrancas do rio Paraná, foi sempre um escoadouro da imensa produção agrícola das regiões de Catanduva, São José do Rio Preto, Votuporanga, Fernandópolis e outras.
Por causa da diferença entre sua bitola (1,00 m) e a da Paulista (1,60 m), exigia custosas e demoradas baldeações, vagão a vagão, que eram feitas em Araraquara.
Por ser uma estrada estadual e estar isolada das outras de bitola métrica (Mogiana, Sorocabana), o então governador Lucas Nogueira Garcez decidiu, em 1952, completar um amplo programa de retificação de seu traçado — que havia sido iniciado em 1947 — e alargar sua bitola para 1,60 m, a fim de integrar seu tráfego com o da Cia. Paulista, eliminando assim o gargalo provocado pelas constantes baldeações.
Foram então contratadas as obras de construção dos novos traçados que ainda faltavam, e iniciadas as providências para aquisição do novo material rodante, que seria:
- 17 locomotivas diesel-elétricas;
- 250 vagões fechados;
- 100 gaiolas para transporte de gado;
- 100 gôndolas;
- 23 carros de passageiros, de aço inoxidável.

Além das aquisições, planejou-se a adaptação da bitola de vários vagões de carga e carros de passageiros, que haviam sido comprados ou construídos nas próprias oficinas, recentemente, o que realmente mais tarde foi feito.
Em 1954, os primeiros vagões de carga, fornecidos pela Fábrica Nacional de Vagões e pela Santa Matilde, começaram a ser entregues e — como as obras da estrada não estavam prontas — foram alugados à Cia. Paulista, que naquela época estava iniciando a conversão de seus engates e freios do sistema inglês (engates de para-choques e freios a vácuo) para o sistema americano, de freios a ar comprimido e engates automáticos, juntamente com a EF Santos a Jundiaí.
Como o alargamento da bitola seria feito por etapas, a EFA iniciou em março de 1954 a troca dos dormentes e a colocação de um terceiro trilho entre as cidades de Araraquara e Taquaritinga. Como a encomenda das locomotivas diesel não havia sido feita, por dificuldades na obtenção de financiamento externo, a EFA adquiriu então 3 locomotivas Pacific da EF Santos a Jundiaí, números 140, 143 e 144, que haviam sido recentemente encostadas.
Estas locomotivas foram completamente reformadas nas oficinas da EFA, recebendo faróis, freios a ar comprimido, sinos e adaptações nos tenders para o transporte de lenha, uma vez que o combustível usado na EFSJ era o carvão de pedra.
Estas modificações alteraram completamente a aparência das locomotivas, principalmente pela colocação dos reservatórios de ar comprimido na frente, sobre os pára-choques.
Em outubro de 1954, ao final do governo Garcez, inaugurou-se festivamente o primeiro trecho de bitola mista, com estas 3 locomotivas, tendo sido criado um trem noturno de passageiros, especial, fazendo o percurso São Paulo — Taquaritinga. Todas as demais composições de passageiros e de carga permaneceram na bitola métrica, por não haver a mínima condição de se transferir as baldeações de Araraquara — que possuía as instalações adequadas — para Taquaritinga.
No início de 1955, as obras de troca dos dormentes entre Taquaritinga e São José do Rio Preto foram aceleradas e — também por não terem sido adquiridas, ainda, as locomotivas diesel —, a EFA optou por adquirir mais locomotivas a vapor de segunda mão. Assim, chegaram naquele ano as 2 últimas Pacific da EFSJ (n° 141 e 142) e mais 19 locomotivas da EF Central do Brasil, adquiridas por Cr$ 3,2 milhões, em dinheiro da época.

## Linhas
- Tronco Araraquara - Santa Fé do Sul
- Ramal de Tabatinga